# Saint-Jean-du-Bois
Saint-Jean-du-Bois è un comune francese di 638 abitanti situato nel dipartimento della Sarthe nella regione dei Paesi della Loira.

## Società

### Evoluzione demografica
Abitanti censiti